# Isole Šelonskie
Le isole Šelonskie  (in russo: острова Шелонские, ostrova Šelonskie) sono un gruppo delle isole del Golfo della Jana, nel mare di Laptev, Russia. Amministrativamente appartengono al Ust'-Janskij ulus della Repubblica autonoma di Sacha-Jacuzia.

## Geografia
Le isole sono situate vicino alle pianure costiere del Golfo della Jana (Янский залив), a est del delta del fiume Jana; si trovano a nord-est dell'isola Jarok e a sud dell'isola Makar. Le Šelonskij sono paludose e piatte e sono le seguenti:
- Vostočnyj Šelonskij (Восточный Шелонский), o Šelonskij orientale, l'isola maggiore, si trova vicino alla costa settentrionale della penisola Manyko (п-ова Маныко). L'isola ha una lunghezza di 17 km e una larghezza massima di 7,2 km. Vostočnyj ha moltissimi laghetti e si restringe verso la sua estremità orientale. A est dell'isola vi è una profonda insenatura che si estende verso sud, conosciuta in Russia come baia Šeljahskaja (Шеляхская губа).
- Zapadnyy Šelonskij (Западныы Шелонский), o Šelonskij occidentale, (71°40′52.92″N 138°20′38.27″E) è molto più piccola, ha 2,5 km di diametro e si trova al largo della punta occidentale di Vostočnyj, a 2 km di distanza.
- Južnyj Šelonskij (Южный Шелонский), o Šelonskij meridionale, si trova 20 km a ovest rispetto alle precedenti e a nord-est dell'isola Jarok. L'isola ha 3 km di lunghezza e 0,7 km di larghezza.
- Vi sono altre isolette senza nome vicino a Vostočnyj.

L'area è soggetta a un rigido clima artico, con frequenti tempeste e bufere. Il mare nella baia di Yana è ghiacciato per circa otto mesi all'anno, in modo che queste isole costiere sono un tutt'uno con la terraferma per la maggior parte dell'anno.